# Милутин Савић Гарашанин
Хаџи Милутин Савић Гарашанин (1762 — 1842) био је српски револуционар, политичар и трговац. Учествовао је у оба српска устанка као обор-кнез јасенички. Био је члан Државног савета за време кнеза Милоша.

## Биографија
Његова породица се доселила из Бјелопавлића (касније Црне Горе) у село Гараши. Савићи су огранак Бошковића из Бјелопавлића.
Учествовао је у фрајкору у Кочиној крајини у истој јединици у којој је био и Карађорђе. Карађорђе га је осудио на вађење мазије, због сумње да је попалио сена. Мазију је избегао, јер се одметнуо у хајдуке. Учествовао је у Првом и Другом српском устанку, и био рањен у бици на Дубљу 1815. године. Заједно са Николом Катићем организовао је српске чете 1815. године на граници Београдске нахије.
Преселио се из Гараша у Гроцку 1816, где му је књаз Милош доделио имање. Био је на хаџилуку у Јерусалиму, у Светој земљи. Када је имао 80 година убиле су га катане у Барајеву 1842. године, пошто је кренуо да се придружи Вучићевој побуни против кнеза Михаила. Забележено је да се бранио од потере, да је имао седам рана телу. Одсекли су му главу и набили је на колац поред пута. После три дана убијен му је и син Лука, код породичне куће у Гроцкој. Луки је одсечена глава набијена на колац испред породичне куће, а у уста су му ставили упаљену лулу. Син Михаило успео је да се избави од потере, док је син Илија Гарашанин, као бивши заповедник војске Србије и противник кнеза Михаила, био већ од 1840. године у изгнанству у Цариграду.
Хаџи Милутин Савић био је ожењен Пауном Лома, сестром војводе Арсенија Ломе из Драгоља, Рудничка нахија. Имали су три сина Михајла, Луку и Илију, творца "Начертанија" и председника српске владе и две кћерке. Лука Гарашанин био је управник царине, трговац, а Михајло Гарашанин државни саветник, такође трговац.